# Nesidiorchestes
Nesidiorchestes is een geslacht van wantsen uit de familie van de Miridae (blindwantsen). Het geslacht werd voor het eerst wetenschappelijk beschreven door George Willis Kirkaldy in 1902.

## Soorten
Het genus is monotypisch en bevat alleen de volgende soort:

- Nesidiorchestes hawaiiensis Kirkaldy, 1902